# Formica albipennis
Formica albipennis é uma espécie de formiga do gênero Formica, pertencente à subfamília Formicinae.